# Buchnerodendron
Buchnerodendron là chi thực vật có hoa trong họ Achariaceae.